# Нариньо-Карчи

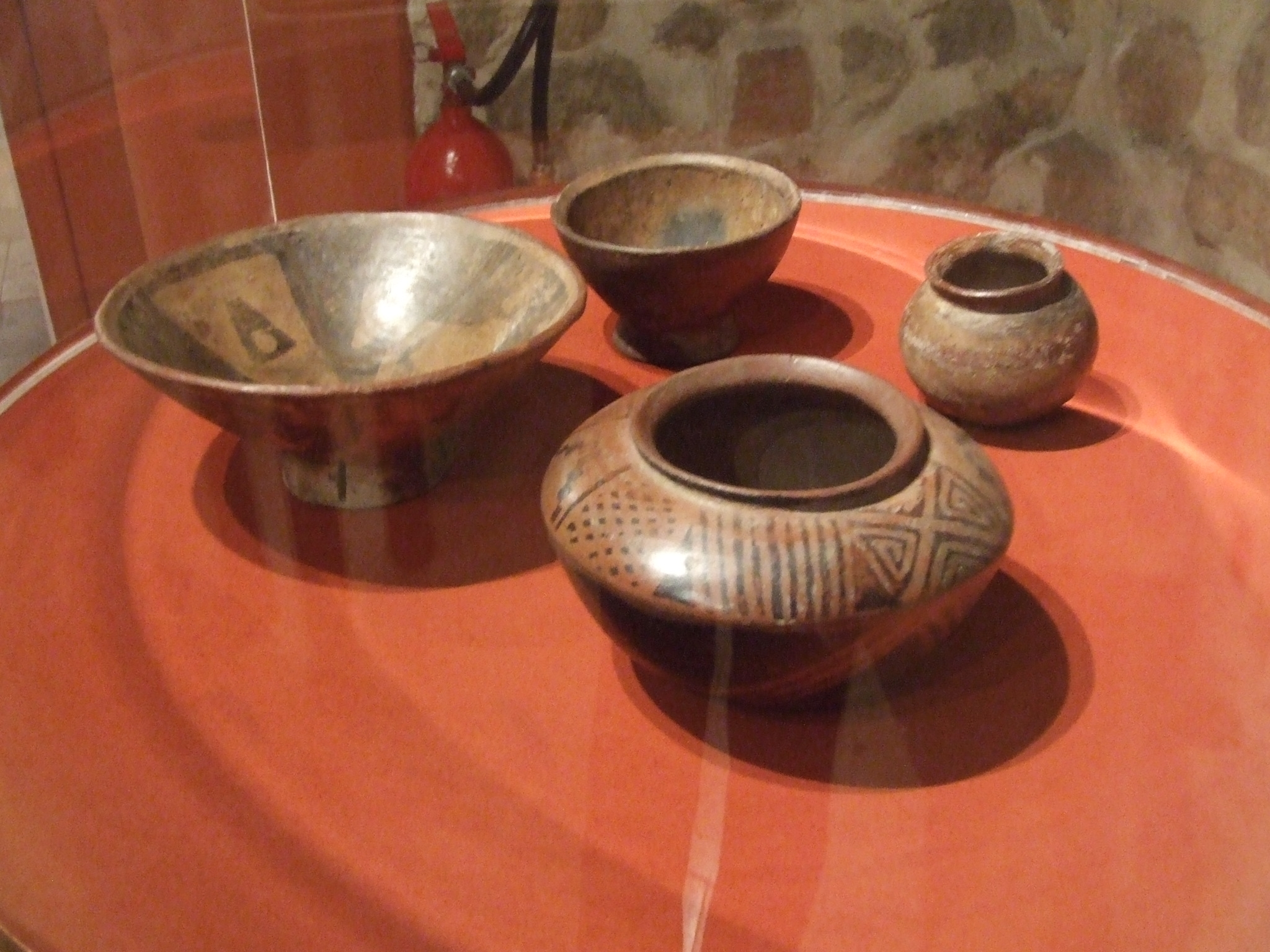
Керамические сосуды культуры Нариньо-Карчи (800—1500)

Культура Нариньо-Карчи — археологическая культура, возникшая в Колумбии и Эквадоре ок. 7 в. н. э. Названа в честь Нариньо — холодного высокогорного плато в Андах. От одной из групп населения, условно именуемой «капули», остались захоронения касиков — в них тело опускалось на глубину 30-40 м. Культура нариньо поддерживала торговые отношения с населением Амазонии и тихоокеанского побережья. Обрабатывали золото кузнечным способом; технологии нариньо напоминали технологии других культур юго-востока Колумбии.
В то же время в регионе проживала и другая группа населения, условно именуемая «пьярталь» (es:Piartal), от которых остались керамические, деревянные, ювелирные изделия и ткани, изысканные по своему дизайну и исполнению. Потомки «пьярталь», известные как «туса» (Tuza), испытали позднее влияние инков, рядом с которыми они проживали в эпоху конкисты.